# Danziger Bürgerbuch
Das Danziger Bürgerbuch. Bilder aus Leben und Wirken Danziger Männer und Frauen in Politik, Wirtschaft, Presse, Kultur, Wissenschaft, Volksbildung ist ein biographisches Nachschlagewerk. Es wurde 1927 vom Danziger Publizisten Robert Franke herausgegeben.
Das Bürgerbuch enthält etwa 400 Kurzbiographien von Persönlichkeiten des gesellschaftlichen Lebens der Freien Stadt Danzig, vor allem aus Wirtschaft und Politik. Zu etwa der Hälfte der Persönlichkeiten gibt es Porträtfotografien. Einige waren in politischen Gremien wie dem Volkstag oder dem Senat tätig oder waren bis zur Veröffentlichung des Buches in diesen Gremien tätig gewesen.
Robert Franke benutzte Informationen auch aus anderer Literatur, teilweise von den beschriebenen Personen selber. Die Angaben sind in der Regel sachlich richtig. Es fehlen einige Vertreter aus Wissenschaft, Kunst und Religion, trotzdem ist das Bürgerbuch  ein wichtiges Nachschlagewerk zur Geschichte der Freien Stadt Danzig in den 1920er Jahren.

## Inhalt
Nach einem Vorwort folgt die Beschreibung von Personen:
- Nennung von Ehrenbürgern der Stadt und Kurzbiografie des Senatspräsidenten (S. 4–11)
- Hauptteil mit alphabetischer Liste von Kurzbiografien über Bürger (S. 13–123)
- Nennung der Hohen Kommissare des Völkerbundes für Danzig, mit biografischen Angaben zum amtierenden Kommissar (S. 126f)
- Ausländische Persönlichkeiten in Danzig bzw. Danziger im Ausland (S. 127–135)

## Personen
Es werden in alphabetischer Reihenfolge die Personen aufgeführt, zu denen es im Buch eine Kurzbiographie gibt oder eine Erwähnung als Ehrenbürger oder als Hoher Kommissar vorhanden ist. Dem Namen folgt ein Hinweis zum Beruf und eventuell zur politischen Funktion, der dem Stand des Buches 1927 entspricht.
A
- Paul Abramowski, Museumskustos[Anm. 1]
- José de Oliveira Almeida, Vizekonsul[Anm. 1]
- Franz Arczynski, Gewerkschaftssekretär
- Aloys Arke, Photograph
- Rudolf Aschmann, Fabrikdirektor
- Bernardo Attolico, Professor, Hoher Kommissar

B
- Bruno Bahr, Architekt
- Eduard Ballke, Kaufmann
- Friedrich Basner, Kaufmann
- Julius Richard Horst Bauer, Rechtsanwalt
- Wolfgang La Baume, Museumsdirektor
- Carl Bechler, Studiendirektor
- Helene Beck, Inhaberin der Fa. L. Cuttner
- Ernst Behre, Generaldirektor
- Johannes Bergmann, Pfarrer a. D.
- Paul Berthold, Kaufmann
- Otto Besch, Brunnenbaumeister
- Edwin Bialke, Restaurateur
- Otto Beyer, Lehrer
- Adolf Bielefeldt, Architekt[Anm. 1]
- Hans Bielefeldt, Stadtältester
- Hans Bing, Arzt
- Gustav Birkenfeld, Direktor
- Erich Bischoff, Zollamtsrat
- Kurt Bischoff, Senator
- Max Bittner, Bezirksdirektor
- Kurt Blavier, Regierungsrat
- Friedrich Bluhm, Obermeister
- Heinrich Bluehbaum, Kaufmann
- Karl Albrecht von Bockelmann[2]
- Hermann Böcker, Restaurateur
- Kurt Boehlke, Obermeister
- Walther Böhm, Pfarrer
- Adalbert Boehnert, Oberlehrer
- Leo Boenig, Buchdruckereibesitzer
- Max Böttcher, Kaufmann
- Reinhold Bollmann, Taubstummenoberlehrer
- William Borschke, Regierungsamtsrat
- Georg Brandstäter, Musikdirektor[Anm. 2]
- Karl Heinrich Braun, Konditoreibesitzer[Anm. 2]
- Wilhelm Braunsdorf, Kaufmann
- Artur Brausewetter, evangelischer Pfarrer und Schriftsteller
- Heinz Brede, Schauspieler
- Paul Brieskorn, Landwirt
- Arthur Brill, Mitglied des Volkstags
- Gustav H. Brinckman, Konsul
- Albert Brödersdorff, Redakteur
- Adolf Brodowski, Mitglied des Volkstags
- Johannes Brodzki, Arzt
- Max Bronitzki, Ehrenobermeister
- Julius von Brzezinski, Obermeister
- Johannes Buchholz, Redakteur[Anm. 2]
- Max Buchholz, Kunstmaler
- Bronislaw von Budzyński, Kaufmann
- Sigismund Bulinski, Drogeriebesitzer
- Siegfried Bumke, Landgerichtsrat
- Carl Burandt, Hauptmann
- Erich Burandt, Gutsbesitzer
- Georg Bürgerle, Landgerichtsdirektor
- Fredy Busch, Schauspieler
- Hermann Busch, Steuerdirektor

C
- Max Caskel, Kaufmann
- Wilhelm Carisius, Oberbaurat
- Stanislaus Chlebowski, Kunstmaler[Anm. 1][Anm. 2]
- Georg Crusen, Gerichtspräsident
- Hans Cüsow, Studienrat
- Tadeusz Czarnowski, Staatsbahnpräsident[Anm. 1]

D
- Hans Dahsler, Bankdirektor
- Bartolome Daneri, Generalkonsul[Anm. 1]
- Alfred Dannebaum, Pfarrer
- Paul B. Danowsky, Kunstmaler
- Carl Dienerowitz, Rektor
- Ewald Doering, Fabrikbesitzer
- Franz Doerksen, Hofbesitzer
- Carl Domansky, Kaufmann[Anm. 2]
- Emil Dombrowski, Rektor
- Wilhelm Drenker sen. (Fabrikbesitzer)
- Thomas Düring, Rektor
- Johannes Dyck, Gutsbesitzer

E
- Felix Eberhard, Kaufmann
- Franz Ediger, Geschäftsführer
- Oskar Ehm, Baumeister
- Paul Eichholtz, Baugewerksmeister
- Paul Enderling, Redakteur
- Erich Eppich, Oberpostrat
- Richard Ernst, Kaufmann
- Paul Eschert, Fabrikbesitzer
- Horacio Eyzaguirre Rouse, Konsul[Anm. 1]

F
- Albert Falk, Maurermeister
- Paul Falk, Regierungs- und Oberveterinärrat
- Gustav Falkenberg, Rektor
- Ludwig Fenselau, Kaufmann
- Anton Fooken, Expedient der sozialdemokratischen Zeitung
- Ernst Fast, Kaufmann
- Walter Fast, Kaufmann
- Paul Fiebig, Buchhändler
- Albert Fischer, Kaufmann
- Bruno Fischer, Kaufmann
- Heinrich Fischer, Kaufmann
- Oskar Fischer, Kaufmann
- Paul Fischer, Kaufmann
- Emil Förster, Oberpostdirektor
- Albert Frank, Jurist, Senator
- Robert Franke, Messedirektor
- Alice Freudenthal, Mitglied des Volkstages
- Richard Fricke, Geheimer Studienrat
- Helmut Froböse, Polizeipräsident
- Gustav Frost, Kaufmann
- Oskar Frost, Kaufmann[Anm. 2]
- Gotthold Frotscher, Privatdozent
- Karl Fuchs, Weingroßhändler, Mitglied des Volkstages
- Ella Fuhrmann, Mitglied des Stadtrats (Hausfrau, Vorsteherin der Wohlfahrtskommission)

G
- Carl Gade, Oberstudiendirektor[Anm. 2]
- Richard Gaikowski, Gewerkschaftssekretär
- Ernst-Hubert Gallasch, Oberregierungsrat
- Julius Gehl (Maurer, Parteivorsitzender)
- Paul Geyer, Antiquar
- Peder Mathiassen Gjersing, Kaufmann
- Julius Grutzmann, Schiffbaudirektor
- Heinz Gordon, Kunstmaler
- Adalbert Gorsch, Geschäftsführer
- Ernst Groß, Direktor beim Volkstag
- Wilhelm Groß, Obermeister
- Paul Großmann, Pfarrer
- Edwin Grube, Schiffbaudirektor
- Hermann Grube, Leiter des Norddeutschen Lloyd
- Emil Grude, Konsistorialrat
- Paul Grund, Obermeister
- Charlotte Grundmann, Ärztin
- Emil Grundmann, Kaufmann[Anm. 2]
- Isaak Grünberg, Kaufmann
- Friedrich Grünhagen, Geschäftsführer
- Leopold Guttzeit, Kaufmann

H
- Theodor Habel, Hofbildhauermeister
- Otto Habermann, Reedereibesitzer[Anm. 2]
- General Sir Richard Haking, Hoher Kommissar
- Max Halbe, Schriftsteller, mit Ehrenbürgerurkunde
- Joost Adriaan van Hamel, Jurist, Hoher Kommissar
- Felix Haselau, Hauptlehrer
- Rudolf Hallmann, Fleischermeister
- Max Hellwig, Rechtsanwalt[Anm. 2]
- Leonhard Hencke, Kaufmann
- Otto Hennke, Polizeiamtsrat
- Ernst Hepcke, Telegrafendirektor
- Balduin Herrmann, Chefredakteur
- Gustav Heydasch, Kaufmann
- Otto Heydasch, Kaufmann
- Friedrich von Heydebreck, Kommandeur der Schutzpolizei
- Karl Hildebrand, Medizinalrat
- Richard Hildebrand, Kunstmaler[Anm. 2]
- Paul von Hindenburg, Reichspräsident, mit Ehrenbürgerurkunde
- Albert Hoffmann, Pfarrer[Anm. 2]
- Hans-Albert Hohnfeldt, Angestellter
- Emil Hollmichel, Naturheilkundiger
- Paul Horn, Kaufmann

J
- Friedrich Wilhelm Jacob, Konsul
- Isaak Jacoby, Kaufmann
- Ferdinand Jantzen, Kaufmann
- Friedrich Janzen, Kaufmann
- Ernst Jasse, Direktor[Anm. 2]
- Julius Jewelowski, Holzindustrieller

K
- Paul Kadereit, Architekt
- Anni Kalähne, Mitglied des Volkstags
- Ignatz Kalina, Generalkonsul[Anm. 3]
- Paul Kalweit, Generalsuperintendent
- Paul Karehnke, Oberstudienrat[Anm. 2]
- Erich Karkutsch, Kaufmann
- Walter Kastell, Oberpostdirektor
- Willy Ernst Kastlan, Schmiedeschirrmeister
- Karl Josef Kaufmann, Archivdirektor
- Oswald Kermenic, Legationsrat[Anm. 1]
- Felix Klawitter, Kaufmann
- Siegismund von Kiersky, Bankdirektor[Anm. 4]
- Carl Kliewer, Schauspieler
- Paul Klimowitz, Zollrat
- Gustav Klingenberg, Volksschullehrer
- Otto Kloeppel, Architekt, Professor der TH Danzig
- Paul Klossowski, Gewerkschaftssekretär
- Hermann Knochenhauer, Apothekenbesitzer[Anm. 2]
- Karl Knochenhauer, Kammervirtuose
- Reinhold Kochanski, Landwirt
- Max von Kolkow, Regierungsrat
- Napoleon Korzon, Direktor
- Friedrich Kraefft, Staatsrat
- Franz von Kręcki, Bankdirektor[3][Anm. 5]
- Paul Kreisel, Kunstmaler
- Bruno Kresin, Fabrikbesitzer
- Alfred Krieger, Direktor
- Otto Krieschen, Obermusiklehrer[Anm. 2]
- Franz Kubacz, Frauenarzt
- Paul Kudicke, Branddirektor
- Ernst Kuhn, Geschäftsführer
- Cornelius Kun, Operndirektor
- Bruno Kurowski, Rechtsanwalt
- Aenne Kurowski-Schmitz, Rechtsanwältin

L
- Konrad Lakowitz, Oberstudienrat
- Stefan Lakicki, Legationsrat
- Marie Landmann, Schuldirektorin
- Arthur Lange, Kaufmann
- Carl Lange, Schriftsteller
- Bonifatius Langowski, Rechtsanwalt
- Bernhard Lehmann, Buchhändler
- Gertrude Lehmann-Kienast, Direktorin[Anm. 2]
- Erich Reinhold Leibrandt, Kaufmann
- Karl Leiding, Kaufmann
- Bernhard Lembcke, Regierungsrat
- Bruno Lemke, Pfarrer
- Arthur Lenz, Kaufmann
- Oswald Arthur Lenz, Redakteur[Anm. 2]
- Aloys Liedtke, Apothekenbesitzer
- Fritz Lietzau, Kaufmann[Anm. 1]
- Eugen Lindenau, Oberpostdirektor
- Kurt-Ulrich von Loebell, Kaufmann
- Ernst Loops, Redakteur
- Johannes Lotz, Postdirektor
- Friedrich Luckwaldt, Historiker, Professor der TH Danzig
- Konrad Lück, Fabrikbesitzer
- Paul Lunderstedt, Studienrat

M
- M. S. Mac Donell, Regierungsbeamter, Hoher Kommissar
- August von Mackensen, Generalfeldmarschall, mit Ehrenbürgerurkunde
- Theodor Mackowski, Prälat
- Georg Maertens, Steuerinspektor a. D.
- Meta Malikowski, Mitglied des Volkstags
- Gerhard Mandowski, Regierungsrat
- Fritz Manneck, Kaufmann
- Walter Mannowsky, Museumsdirektor
- Paul Matschkewitz, Rektor
- Carl Matschoss, Kaufmann
- Johannes Mau, Mitglied des Volkstags[Anm. 1]
- Edmund Mayen, Geschäftsführer
- Felix Mayer-Falk, Staatsrat
- Richard Medem, Germanist und Lehrer, Lektor für Stenographie der TH Danzig
- Gotthard Meinke, Finanzamtsrat
- Hermann Merz, Oberregisseur
- Marie Meyer, Mitglied des Volkstages
- Bernhard Meyer, Pfarrer[Anm. 2]
- Leo Mlinski, Rektor
- Zygmund Moczynski, Kaufmann[Anm. 1]
- Adelheid Mohn, Privatbeamtin
- Otto Momber, Kaufmann
- Ella von Morstein, Oberstudienrätin
- Wladislaus Mroczkowski, Mitglied des Volkstages
- John Muhl, Erster Staatsanwalt
- Artur Müller, Rektor
- Johannes Müller, Studiendirektor
- Paul Müller, Studienrat
- Hannah Münch, Gymnastiklehrerin

N
- Bernhard Nadolny, Zollamtsrat
- Emil Naegele, Direktor
- Louis Nagel, Kaufmann
- Friedrich Nagrotzki, Inspektor
- Franz Richard Neubauer, Konsul[Anm. 1]
- Paul Neubäcker, Fabrikbesitzer
- Ernst Neumann, Staatsrat
- Hugo Neumann, Rechtsanwalt
- Walter Neumann, Obermeister
- Ernst August Niemeyer, Direktor
- Ludwig Noé, Generaldirektor
- Alfred Nordmann, Oberpostrat

O
- Ernst Gustav Olschewski, Kaufmann[Anm. 2]
- Willibald Omankowski, Lehrer

P
- Karl Palm, Schulrat
- Władysław Panecki, Frauenarzt[Anm. 1][Anm. 2]
- Hermann Albert Paninski, Obermeister
- Wilhelm Panitzki, Seeoberlotse
- Isaak Pape, Kaufmann
- Johannes Pawlowski, Bezirksdirektor
- Eduard Penner, Hofbesitzer
- Otto Pertus, Fabrikdirektor
- Christian Petersen, Kaufmann[Anm. 2]
- Johannes Petruschky, Arzt und Hygieniker, Professor der TH Danzig[Anm. 2]
- Gustav Petsch, Kaufmann
- Max Plettner, Mitglied des Volkstages
- Bruno Porten, Redakteur
- Erich Posdzech, Verbandsdirektor
- Margarete Possart, Schulvorsteherin
- Henry Prins, Dirigent[Anm. 2]
- Lotte Prins-Becker, Violinistin
- Erwin Pritzel, Pfarrer[Anm. 2]
- Hermann Prochnow, Baugewerksmeister[Anm. 2]
- Franz Puff, Kaufmann

R
- Gustav Rabow, Handelsvertreter
- Hans Radtke, Schriftleiter
- Paul Radtke, Kaufmann[Anm. 2]
- Wilhelm Rahn, Kaufmann
- Walter Reek, Bürgermeister
- Johannes Reimann, Kaufmann
- Alma Richter, Abgeordnete
- Walther Richter, Juwelier
- Josef Rink, Studienrat
- Theodor Rodenacker, Regierungsfinanzrat
- Erich Rohde, Direktor
- Willy Rohrdanz, Obermeister
- Richard Röhricht, Zolldirektor
- Bruno Clemens Romahn, Schriftleiter
- Walter Rost, Zollrat
- Eduard O’Rourke, Bischof
- J. Rubinowicz, Generaldirektor
- Hans Ruppe, Direktor

S
- Heinrich Sahm, Senatspräsident
- Hugo Sandheim, Regierungsrat
- Max Sarawinsky, Kaufmann
- Anton Sawatzki, Dekan
- Elisabeth von Schaewen, Schuldirektorin
- Rudolf Schaper, Intendant
- Hermann Schede, Bankdirektor
- H. Scheffler, Ehrenobermeister[Anm. 2]
- Gustav Scheller, Kaufmann
- Max Schemke, Rektor
- Käthe Schirmacher, Schriftstellerin
- Wilhelm Schlickriede, Major
- Eduard Schmidt, Arbeiter, Mitglied des Volkstages
- Robert Schmidt, Stadtbaumeister
- Albert Schneider, Baugewerksmeister
- Herbert Schnelle, Buchdruckereibesitzer
- Falk von Schroeter, Bürgermeister
- Franz Schröder, Rektor
- Johannes Schulz, Baugewerksmeister
- Paul Schulz, Ober- und Geheimer Postrat
- Gerhard Schulze-Pillot
- Lothar Schultz, Major a. D.
- Wilhelm Schülke, Rektor
- Hans Schuster, Regierungs- und Medizinalrat
- Eugen Schütt, Turnoberlehrer
- Hans Schütz, Rektor
- Erich Schwahn, Major
- Wilhelm Schwandt, Konsistorialrat[Anm. 2]
- Hubertus Schwartz, Jurist, Senator
- Adolf Schwital, Kaufmann
- Alfred Semrau, Pfarrer[Anm. 2]
- Richard Senftleben, Kaufmann
- Kurt Siebenfreund, Kaufmann[Anm. 2]
- Valentin Sittel, Direktor
- Fritz Spill, Geschäftsführer
- Franz Splett, Rektor[Anm. 1]
- Julius Springer, Buchdruckereibesitzer
- Hermann Stahr, Pathologe, Professor der Medizinischen Akademie Danzig[4]
- Franz Steffen, Chefredakteur[Anm. 2]
- Ernst Stieberitz, Obermusikmeister[Anm. 1][Anm. 2]
- Hermann Stobbe, Fabrikbesitzer
- Henryk Strasburger, Minister[Anm. 1][Anm. 2]
- Antonie Stremme, Mitglied des Volkstages
- Colonel Strut, Hoher Kommissar
- Otto Sturmhöfel, Arzt
- Johannes Szymanski, Rechtsanwalt

T
- Karl Taudien, Konditoreibesitzer
- Edmund von Thermann, Generalkonsul
- Helene Dorothea Toeplitz, Lehrerin[Anm. 2]
- Max Toeplitz, Kaufmann[Anm. 2]
- Bruno Toerckler, Fabrikbesitzer
- Reginald Tower, Diplomat, Hoher Kommissar
- Adolf Treichel, Oberstudiendirektor
- Wilhelm Troschke, Kaufmann
- Gustav Truhn, Obermeister

U
- Ernst Unger, Fabrikdirektor

V
- Ernst Volkmann (Senator), Regierungsbeamter, Finanzsenator
- Gustav Voß, Kaufmann

W
- Eduard Wagner, Rektor
- Richard Wagner, Leiter der Pressestelle
- Adolf Wahr, Kaufmann
- Paul Walther-Schäffer, Regisseur
- Paul Walzer, Landrat
- Adolf Weide, Kaufmann
- Paul Weiß, Rektor
- Karl von Weiß, Kaufmann
- Johann Christoph Wendland, Archidiakonus
- Eugen Werner, Gewerkschaftssekretär
- Liesbeth Wessel, Mitglied des Volkstages (Hausfrau, Verbandsvorsitzende)
- Antonio Wiatrak, Generalkonsul[Anm. 1]
- Willibald Wiercinski, Jurist, Senator
- Eugen Willdorff, Kaufmann
- Max Winkelhausen, Fabrikbesitzer
- Erich Winter, Kaufmann
- Arthur Wockenfoth, Kaufmann
- Kurt Wockenfoth, Kaufmann
- Otto Wockenfoth, Kaufmann
- Max Woldmann, Bürgermeister[Anm. 1]
- Hermann Wolschon, Architekt

Z
- Stanisław Zalewski, Legationsrat
- Ernst Zabel, Kaufmann
- Viktor Zander, Staatsrat
- Georg Ziegler, Kaufmann
- Ernst Ziehm, Oberverwaltungsgerichtspräsident
- Curt Ziesmer, Kunstmaler
- Wilhelm Zolldan, Kaufmann

## Weitere biographische Nachschlagewerke zur Freien Stadt Danzig
Zu Persönlichkeiten der Freien Stadt Danzig gibt es weitere Nachschlagewerke
- Marek Andrzejewski: Ludzie Wolnego Miasta Gdańska (1920–1939), informator biograficzny. Marpress Gdańsk 1997. ISBN 83-8729127-7. PDF; 155 Seiten, mit etwa 400 Kurzbiographien, weiteren Informationen und Literaturverzeichnis
- Evangelisches Konsistorium für die Freie Stadt Danzig (Hrsg.): Pfarrer-Almanach für die Freie Stadt Danzig. Danzig 1927 Digitalisate
- Ernst Groß: Politisches Handbuch der Freien Stadt Danzig. Danzig 1924, S. 90–122 PDF, mit Kurzbiographien aller Abgeordneten des Volkstages im Jahr 1924

Weitere Biographien enthalten
- Altpreußische Biographie. 1940ff., mehrere Bände
- Encyklopedia Gdańska. In: Fundacja Gdańska, Danzig 2012 Online (polnisch, unter der Leitung von Błażej Śliwiński). An einigen Stellen greift die Gedanopedia das Bürgerbuch als Quelle auf, z. B. im Artikel über Władysław Panecki.[5]

## Ausgabe
- Robert Franke: Danziger Bürgerbuch. Bilder aus Leben und Wirken Danziger Männer und Frauen in Politik, Wirtschaft, Presse, Kunst, Wissenschaft, Volksbildung. Danzig 1927. 139 Seiten, mit zahlreichen Fotografien Digitalisat